# Agrotis joannisi
Agrotis joannisi är en fjärilsart som beskrevs av Glais och Le Pontois 1923. Agrotis joannisi ingår i släktet Agrotis och familjen nattflyn. Inga underarter finns listade i Catalogue of Life.